# Still Reigning
Still Reigning – piąty album koncertowy amerykańskiej grupy thrashmetalowej Slayer. Wydany został 28 września 2004 roku nakładem American Recordings na płycie DVD. Wydawnictwo zawiera całkowite wykonanie albumu Reign in Blood z 11 lipca 2004 roku w Augusta w stanie Maine. Wydawnictwo zawiera dodatkowo 6 utworów spoza albumu Reign in Blood.

## Lista utworów
1. "Angel of Death" (Hanneman)
2. "Piece by Piece" (King)
3. "Necrophobic" (Hanneman/King)
4. "Altar of Sacrifice" (Hanneman/King)
5. "Jesus Saves" (Hanneman/King)
6. "Criminally Insane" (Hanneman/King)
7. "Reborn" (Hanneman/King)
8. "Epidemic" (Hanneman/King)
9. "Postmortem" (Hanneman)
10. "Raining Blood" (Hanneman/King)
11. "War Ensemble" (Araya/Hanneman)
12. "Hallowed Point" (Araya/Hanneman/King)
13. "Necrophiliac" (Hanneman/King)
14. "Mandatory Suicide" (Araya/Hanneman/King)
15. "Spill the Blood" (Hanneman)
16. "South of Heaven" (Araya/Hanneman)